# Deutsch Jahrndorf
Deutsch Jahrndorf är en ort och kommun i Österrike. Den ligger i distriktet Neusiedl am See i förbundslandet Burgenland, i den östra delen av landet, 60 km öster om huvudstaden Wien. Kommunen gränsar i nordöst mot Slovakien och i sydöst mot Ungern och är Österrikes östligaste kommun.